# Richard Frankensteen
 (juillet 2025).
Richard T. Frankensteen (1907 – 1977) est un dirigeant syndical américain, connu pour son rôle au sein du United Auto Workers (UAW) durant les années 1930 et 1940. Il a joué un rôle central dans le développement du syndicat et dans les luttes syndicales contre les grandes entreprises automobiles, notamment la Ford Motor Company.

## Biographie
Richard Frankensteen naît en 1907. Il étudie d'abord à l'université de Dayton où il joue au football américain. Il est diplômé en ingénierie de l’Université Vanderbilt et commence sa carrière dans l’industrie automobile comme ingénieur chez Nash Motors. Il s’oriente rapidement vers l’action syndicale, rejoignant le mouvement ouvrier dans une période de forte mobilisation sociale aux États-Unis.
Frankensteen devient membre du United Auto Workers (UAW) dès sa fondation en 1935. Il gravit rapidement les échelons au sein du syndicat et devient vice-président de l’UAW. Il est également directeur du département Ford de l'UAW, chargé d’organiser les ouvriers de la Ford Motor Company, réputée pour sa violente opposition aux syndicats.
Il est l’un des principaux organisateurs de l’emblématique Battle of the Overpass (la bataille du pont), un événement survenu le 26 mai 1937 au pont menant à l’usine Ford de River Rouge à Dearborn (Michigan). Alors qu’il distribuait des tracts syndicalistes avec Walter Reuther et d’autres militants, il est violemment agressé par des hommes de main de la Ford Service Department, dirigé par Harry Bennett.
Les photos prises lors de l’altercation, notamment celle de Frankensteen battu à terre, firent le tour de la presse américaine et contribuèrent à discréditer Ford dans l’opinion publique. L’événement marque un tournant dans la reconnaissance syndicale chez les Big Three de l’automobile.
Dans les années 1940, Frankensteen reste un membre influent de l’UAW. Il se présente sans succès à plusieurs élections internes face à Walter Reuther, chef de file de l’aile progressiste et majoritaire du syndicat. En 1947, il est battu par Reuther pour le poste de président de l’UAW.
Par la suite, Frankensteen se retire progressivement de la direction du syndicat et travaille dans le secteur privé. Il reste cependant une figure marquante du syndicalisme industriel américain.

## Postérité
Richard Frankensteen est considéré comme l’un des pionniers de la syndicalisation des ouvriers automobiles aux États-Unis.Son engagement, notamment dans les années de confrontation avec la Ford Motor Company, a contribué à faire reconnaître les droits syndicaux dans un secteur-clé de l’économie américaine.